# Карачаево-балкарски език
Карачаево-балкарският език е тюркски език, използван от карачаевците и балкарците.
Старото му име на турски език е „планински език“ (Dağ dili), а истинското му самоназвание е „тивх тил“, което означава същото. Сегашното му наименование е създадено по времето на Сталин през 30-те години на XX век. Връзката между прабългарския език и карачаево-балкарския е доста далечна, карачаево-балкарският език се оформя окончателно под силното влияние на кипчакски говори към 16-17 век.

## Особености

### Фонетика
Една от характерните особености на карачаево-балкарския език е наличието на дж- [џ-] на мястото на началното й- [y-], което се среща в други тюркски езици като турски или узбекски: джурт ~ yurt „юрта“, джаз! ~ yaz! „пиши!“, джол ~ yol „път“.
Други особености са прогресивната и регресивната асимилация на съгласни:
- прогресивна: ако коренът завършва на звучна съгласна, следва звучна и в афикса: джазама „пиша“ > джаздырама „карам да напише“. При формите за аблативен падеж при основи, завършващи на -н, -нъ, -м, окончанието -ден се произнася като -нен: менден (чети: меннен) „от мен“, тенъден (чети: тенънен) „от приятеля“, кесимден (чети: кесимнен) „от себе си“.
- регресивна:
  - н > л пред л: толла (< ton-lar) „шуби“, баргъалла (barğan-lar) „отиващи си“, саллы (san-lı) „напет“;
  - н > м пред б, м: омбир (on-bir) „11“, омминъ (on-miŋ) „10000“;
  - н > нъ пред г, к, гъ, нъ: сенънъе (sen-ŋe) „на теб“, ганъгъыл (ganğıl) „унищожен“.

### Лексика
Основната лексика е с тюркски произход: агъач „дърво“, аслан „лъв“, алтын „злато“, ат „кон, ат“, баба „баща“, баўур „черен дроб“, джарыкъ „светлина“, джылан „змия“, къоян „заек“, мюйюз „рог“, сакъал „брада“, таў „планина“, эмен „дъб“. Значителна част съставят и заемките от съседните езици:
- грузински: гадура „мрежа, цедка“, къудору „боб“ ~ ყნდური „едър боб“, джор „кръст, разпятие“ ~ ჯვარი
- мегрелски
- осетински (най-вече в малкарския говор): дырын „окосена трева“ ~ дæрæн „неприбрано сено“, джух „муцуна“ ~ дзух „уста“, кырдык „трева“ ~ кæрдæг, лыхдын „сопа“ ~ лухдун, мырзы „бреза“ ~ бæрзæ, тыкыр „клен“ ~ тæгæр, тырхык „вдлъбнатина в стената, където може да се седне“ ~ тæрхæг „пейка“, шаўдан „извор“ ~ cауæдон, шинджи „борова игличка“ ~ синдзæ „трън, шип“, шиндик „скамейка“ ~ синтæг „креват“, шхуўур „ядене, обед, вечеря“ ~ æхсæвæр „вечеря“
- абазински
- кабардински
- абхазки
- арабски: адам „човек“, адет „обичай“, акъыл „ум, акъл“, балах „беля“, дуўа „молитва“, китаб „книга“, фикир „мисъл“
- монголски: ханс „трева“ (заета в осет. д. ханс) ~ хэнз (ногоо) „отава“, мулда „грива“ ~ мундаа, нёгер „другар, спътник“ ~ нөхөр, гинджи „кукла“ ~ гүнж „принцеса“
- османо-турски
- новоперсийски: азат „свобода“, аждагъан „змей“, багъа „цена“, дарий „коприна“, мамукъ „памук“, пелиўан „юнак“, джан „душа“, сохта „ученик“ ~ سوخته, чарх „колело“ ~ چرخ, чюгюндур „цвекло, чукундур“, шорпа „чорба“ ~ شوربا.
- руски: чиркаў „църква“, бараза „бразда“, гиназ „княз“, кюпсе „търговец“, маске „пале“, салам „слама“, кърал „страна, държава“.

Особено интересни са междуезиковите калки в карачаево-балкарски, кабардински и осетински:
- „понеделник“: баш кюн (к.-б.) = блыщхьэ (каб.), буквално: „главен ден“
- „четвъртък“: орта кюн (к.-б.) = махуэку (каб.) буквално: „среден ден“
- „(зъбен) венец“: тиш эт (к.-б.) = дзэл (каб.) = пыцыжь (абаз.) = дæндаджы фыд (осет.), буквално: „зъбно месо“.
- „жена“: тиширыў (к.-б.) = сылгоймаг (осет.), буквално: „самка-същество“
- „раст. класица, Alopecurus pratensis“: тюлкю къуйрукъ (к.-б.) = бажэкIэ (каб.), буквално: „лисича опашка“
- „млечка, Euphorbia“: джылан сют (к.-б.) = блэшэ (каб.), буквално: „змийско мляко“
- „дървеница“: агъач ит (к.-б.) = пхъэцIэ (каб.), буквално: „дървесна въшка“
- „каймак“: сют баш (к.-б.)= шащхьэ (каб.), буквално: „глава на млякото“

Карачаево-балкарският език е оказал силно лексикално влияние върху осетинския език.

## Диалекти
Карачаево-балкарският език има следното диалектно деление:
- карачаево-баксано-чегемски (джокащ) – разпространен в Карачаево-Черкезия
- малкарски (цокащ) – разпространен на територията на Кабардино-Балкария
- холамо-бъзънгиевски (смесен)

Книжовният език е създаден въз основа на карачаево-баксано-чегемския диалект.
Разликите при произношението в говорите са минимални:
- В книжовния език устнените гласни [ö], [ü] са еднакви по качество със съответните гласни в огузките езици, докато в малкарския говор те са еднакви на съответните гласни в къпчакските езици: кюн (к.) ~ кун (м.) „слънце“; кёрюк (к.) ~ корюк (м.) „ковашки мях“.
- В малкарския говор се срещат африкати ц, дз [ѕ] вместо ч, дж [џ] в карачаевския говор: четенчик (к.) ~ цетенцих (м.) „кокиче“, чач (к.) ~ цац (м.) „коса“, кёгюрчюн (к.) ~ когюрцюн (м.) „гълъб“.
- На мястото на краесричното -б в карачаевски се среща -ф в малкарски: алыб (к.) ~ алыф (м.) „взел“, чебген (к.) ~ цефкен (м.) „рокля“.
- В малкарски се наблюдава и преход на задноезичните съгласни къ [q], к [k] > хъ [x], х [h]: чыбчыкъ (к.) ~ цыфцыхъ (м.) „врабец“, кёк (к.) ~ кёх (м.) „син“, „небе“.
- В карачаевски се наблюдава изпадане на:
  - краесловното -н при глаголните форми за 1,2 л.: баргъанма (к.) ~ баргъанман (м.) „отидох“, келгенсе (к.) ~ келгенсен (м.) „ти дойде“.
  - краесловното -р при окончанието -лар за мн.ч.: турнала (к.) ~ турналар (м.) „жерави“, юйле (к.) ~ юйлер (м.) „къщи“.

В холамо-бъзънгиевския говор се срещат успоредни форми с характеристиките на останалите два говора.
В малкарския говор има и известен брой заемки от дигорския (западен) говор на осетинския език.

## Писменост
Карачаево-балкарският език не е имал писменост преди образуването на Съветския съюз. Развитието на неговата писменост преминава през 3 основни етапа: в периода 1917-1924 се издават учебници и книги на арабска азбука, от 1924 до 1939 се използва латинска азбука, след 1939 г. се използва руската азбука без добавяне на нови знаци.
| А а | Б б | В в   | Г г | Гъ гъ | Д д | Дж дж | Е е |
| Ё ё | Ж ж | З з   | И и | Й й   | К к | Къ къ | Л л |
| М м | Н н | Нг нг | О о | П п   | Р р | С с   | Т т |
| У у | Ў ў | Ф ф   | Х х | Ц ц   | Ч ч | Ш ш   | Щ щ |
| ъ   | Ы ы | ь     | Э э | Ю ю   | Я я |       |     |

В Кабардино-Балкария пишат ж вместо дж, докато в Карачаево-Черкесия се среща нъ вместо нг.  В някои публикации, особено от съветския период, има буква у́ или ў за звука [w].